# Спор между Сёрлом и Деррида
В 1970-х годах началась полемика между Жаком Деррида и Джоном Сёрлом о теории речевых актов. Полемика не носила характер открытых дебатов или прямого диалога, а протекала в формате письменных комментариев. Она характеризовалась взаимной враждебностью между философами, каждый из которых обвинял другого в неправильном понимании основных положений теории. Некоторые критики рассматривали обмен мнениями как серию тщательно продуманных недопониманий, а не дебаты, в то время как другие считали, что либо Деррида, либо Сёрл одержал верх. Комментаторы часто интерпретировали обмен мнениями как яркий пример противостояния аналитической и континентальной философии.

## Ход дискуссии
Дебаты начались в 1972 году, когда в своей статье «Подпись — Событие — Контекст» Деррида проанализировал теорию иллокутивного акта Дж. Л. Остина. Он поддерживал отход Остина от описания языка как чисто денотативного. Однако Деррида скептически относился к структуре нормативности, используемой Остином. Он утверждал, что Остин упустил тот факт, что любое речевое событие обрамлено «структурой отсутствия» (слова, которые остаются недосказанными из-за контекстных ограничений) и «итерабельностью» (ограничениями на то, что можно сказать, заданными тем, что было сказано в прошлом). Деррида утверждал, что акцент на интенциональности в теории речевого акта был ошибочным, поскольку интенциональность здесь ограничена тем, что уже установлено как возможное намерение. Он также считал проблемой то, что Остин отказался от изучения художественной литературы, несерьезной или паразитической речи, и задался вопросом, было ли это исключение следствием того, что Остин считал, что эти речевые жанры регулируются другими структурами значения, или просто из-за отсутствия интереса.
В своем кратком ответе Деррида «Reiterating the Differences: A Reply to Derrida» Сёрл утверждал, что критика Деррида была необоснованной, поскольку предполагала, что теория Остина пыталась дать полную оценку роли языку и его значениям, когда ее цель была гораздо более узкой. Сёрл считал отсутствие паразитических форм дискурса оправданным узкими рамками исследования Остина. Сёрл согласился с мнением Деррида о том, что интенциональность предполагает итерабельность, но не применял ту же концепцию интенциональности, которую использовал Деррида, таким образом не взаимодействуя с континентальным понятийным аппаратом. Это заставило Деррида критиковать Сёрла за то, что он недостаточно знаком с феноменологическими перспективами интенциональности. Сёрл же утверждал, что несогласие Деррида с Остином связано с его неправильным пониманием различия между типом и токеном Остина и его неспособностью понять интерепретацию Остином перформативности.
Сёрл критиковал теории философии языка, на которые ссылается Деррида в «Подпись — Событие — Контекст». По его мнению, Деррида не имел знаний ни в современной философии языка, ни в современной лингвистике англосаксонских стран. Сёрл писал:

Когда Деррида пишет о философии языка, он обычно обращается к Руссо и Кондильяку, не говоря уже о Платоне. А его идея „современного лингвиста“ — это Бенвенист или даже Соссюр.
Сёрл считал, что познания Деррида не учитывают открытия Витгенштейна, то есть оторваны от аналитической традиции, и, следовательно, наивные и неправильные. С точки зрения Сёрла, Деррида интересуют проблемы, которые давно решены или не являются проблемами. Сёрл не считал подход Деррида настоящей философией и утверждал, что не хочет признавать деконструктивистскую точку зрения, уделяя ей какое-либо внимание.
Сёрл писал в The New York Review of Books, что он был удивлен:

«низким уровнем философской аргументации, преднамеренным обскурантизмом прозы, дико преувеличенными заявлениями и постоянным стремлением создать видимость глубины, делая заявления, которые кажутся парадоксальными, но при анализе часто оказываются глупыми или банальными».
Деррида в своем ответе («a b c …» в Limited Inc.) высмеивал Сёрла. Заявив, что точного отправителя текста Сёрла невозможно установить, он предположил, что Сёрл вместе с Остином создал «общество с ограниченной ответственностью» из-за того, как неоднозначность авторства в ответе Серля мешала восприятию самого речевого акта в его ответе. Сёрл не ответил. Позже, в 1988 году, Деррида попытался пересмотреть свою позицию и свою критику Остина и Сёрла, повторив, что он считает постоянное обращение к «нормальности» в аналитической традиции проблематичным, из чего они являются лишь парадигматическими примерами.
В 1994 году Сёрл утверждал, что идеи, на которых основана деконструкция, по сути являются следствием ряда концептуальных заблуждений, сделанных Деррида в результате его устаревших знаний, или являются просто банальностями. Он настаивал на том, что концепция итерабельности Деррида и ее предполагаемое «искажающее» влияние на значение проистекает из незнания Деррида различения типа и токена, которое существует в современной лингвистике и философии языка. Как объясняет Сёрл: «Самое главное, что из того факта, что разные токены типа предложения могут быть произнесены в разных случаях с разными намерениями, то есть с разными значениями говорящего, ничего значимого не следует о первоначальном значении говорящего в исходном токене высказывания».
В 1995 году Сёрл дал краткий ответ Деррида в своей книге «Построение социальной реальности». Он назвал заключение Деррида «абсурдным» и заявил, что «Деррида, насколько я могу судить, не имеет аргументов. Он просто заявляет, что нет ничего вне текстов …».
Ответ Сёрла отсылает не к дебатам, но к неправильному переводу фразы «il n’y a pas de hors-texte» («нет внешнего текста»), которая появляется в книге Деррида «О грамматологии».
Сёрл писал, что «было бы ошибкой рассматривать обсуждение Деррида Остина как противостояние двух выдающихся философских традиций».

## Основные разногласия
В дебатах Деррида хвалит работу Остина, но утверждает, что тот ошибается, не затрагивая то, что Остин называет исключениями из нормального функционирования языка. Остин, а следом за ним и Сёрл, исключают многие формы речи, ограничивая анализ рамками успешной коммуникации в устной речи, то есть идут на методическое упрощение. По мнению Деррида, это вынуждает вернуть в анализ перформативных высказываний эпистемологический критерий «истинности».
Одним из исключений из нормативного языка, например, становится невозможность узнать, является ли данный речевой акт «искренним» или «просто цитатным» (и, следовательно, возможно, ироничным и т. д.). Деррида утверждает, что каждая итерация обязательно является «цитатой» из-за графематической природы речи и письма, и что язык вообще не мог бы работать без вездесущей и неискоренимой возможности таких альтернативных прочтений. Деррида обвиняет Сёрла в его попытке обойти эту проблему, основываясь на недоступном «намерении» говорящего. Попытки представить речь как средство коммуникации и привязать значения к определенному контексту являются метафизическими, поскольку, само понятие коммуникации уже несёт в себе черты метафизики. Представления Сёрла, что мы можем понять мысль автора либо его намерения, воспроизводят установки декартовской метафизики, против которых Сёрл и выступает. Такие установки вообще не могут быть основанием какой-либо теории, в том числе и теории речевых актов. Концепция Сёрла есть лишь проявление его чрезмерной уверенности в том, что он может отличать главное от второстепенного. Деррида утверждает, что намерение не может управлять тем, что цитата означает, когда она становится слышимой или читаемой. Все речевые акты используют язык, значение которого определяется историко-лингвистическим контекстом и альтернативными возможностями, которые этот контекст делает возможными. Это значение, утверждает Деррида, не может быть управляемо или изменено прихотями намерения. Сёрл сознательно использовал подобную упрощенную модель:

Я собираюсь рассматривать лишь простые и идеализированные случаи. Этот метод, а именно метод построения идеализированный моделей, аналогичен теоретическому конструированию, применяемому в большинстве наук, например, построению экономических моделей.